# أوفير حاييم
أوفير حاييم (بالعبرية: אופיר חיים‏) هو مدرب كرة قدم ولاعب كرة قدم إسرائيلي في مركز الهجوم، ولد في 21 أبريل 1975 في ريشون لتسيون في إسرائيل. لعب مع إسطنبول سبور ومكابي نتانيا ونادي مكابي تل أبيب ونادي هبوعيل بئر السبع.

## وصلات خارجية
- أوفير حاييم على موقع اتحاد تركيا (لاعب) (الإنجليزية)
- أوفير حاييم على موقع قاعدة بيانات كرة القدم.إي يو (الإنجليزية)
- أوفير حاييم على موقع Soccerway.com (الإنجليزية)
- أوفير حاييم على موقع عالم كرة القدم.نت (الإنجليزية)